# Cissusa spadix
Cissusa spadix là một loài bướm đêm trong họ Erebidae.